# Municipio de Wealthwood
El municipio de Wealthwood (en inglés: Wealthwood Township) es un municipio ubicado en el condado de Aitkin en el estado estadounidense de Minnesota. En el año 2010 tenía una población de 268 habitantes y una densidad poblacional de 1,43 personas por km².

## Geografía
El municipio de Wealthwood se encuentra ubicado en las coordenadas 46°22′00″N 93°35′50″O / 46.36667, -93.59722. Según la Oficina del Censo de los Estados Unidos, el municipio tiene una superficie total de 188.05 km², de la cual 60 km² corresponden a tierra firme y (68,09 %) 128,05 km² es agua.

## Demografía
Según el censo de 2010, había 268 personas residiendo en el municipio de Wealthwood. La densidad de población era de 1,43 hab./km². De los 268 habitantes, el municipio de Wealthwood estaba compuesto por el 94,4 % blancos, el 1,87 % eran amerindios, el 0,37 % eran de otras razas y el 3,36 % eran de una mezcla de razas. Del total de la población el 0,75 % eran hispanos o latinos de cualquier raza.